# Superliga de Serbia 2022-23
La temporada 2022-23 es la 17ª edición de la Superliga de Serbia, la máxima categoría del fútbol serbio. La competición se inició el 6 de julio de 2022 y finalizará en junio de 2023.
Estrella Roja es el campeón defensor tras ganar el 33.º título de liga.

## Formato
Los 16 equipos participantes jugaron entre sí todos contra todos dos veces totalizando 30 partidos cada uno. Al término de la fecha 30 los 8 primeros pasaron a jugar en el Grupo campeonato, mientras que los 8 restantes lo hicieron en el Grupo descenso: dentro de cada grupo los equipos jugaron entre sí una sola vez, sumando 7 partidos más.
El primer clasificado del grupo campeonato obtiene un cupo para la Fase de grupos de la Liga de Campeones 2022-23, el segundo clasificado para la tercera ronda de la Liga de Campeones 2022-23, el tercer clasificado obtiene un cupo para la tercera ronda de la Liga Europa Conferencia 2022-23 y el cuarto clasificado obtiene un cupo para la segunda ronda de la Liga Europa Conferencia 2022-23; por otro lado los dos últimos clasificados del grupo descenso descienden a la Prva Liga Srbija 2023-24 y el 14.º y el 13.º jugarán la promoción de descenso.
Un cupo para el play-offs de la Liga Europa 2022-23 es asignado al campeón de la Copa de Serbia.

## Ascensos y descensos
| Pos. | Descendidos de la Superliga de Serbia 2021-22 |
| ---- | --------------------------------------------- |
| 15.º | Metalac Gornji Milanovac                      |
| 16.º | Proleter Novi Sad                             |

| Pos. | Ascendidos de la Primera Liga Serbia 2021-22 |
| ---- | -------------------------------------------- |
| 1.º  | Mladost GAT                                  |
| 2.º  | Javor Matis                                  |

## Equipos participantes
| Equipo            | Ciudad       | Estadio                  | Capacidad |
| ----------------- | ------------ | ------------------------ | --------- |
| Čukarički         | Belgrado     | Stadion Čukarički        | 4.070     |
| Javor Matis       | Ivanjica     | Javor Stadium            | 3.000     |
| Estrella Roja     | Belgrado     | Estadio Estrella Roja    | 53.000    |
| Kolubara          | Lazarevac    | Kolubara Stadium         | 2.500     |
| Mladost GAT       | Novi Sad     | Estadio Karađorđe        | 14.458    |
| Mladost Lučani    | Lučani       | Stadion Mladost Lučani   | 8.000     |
| Napredak Kruševac | Kruševac     | Stadion Mladost Kruševac | 10.333    |
| Novi Pazar        | Novi Pazar   | Novi Pazar City Stadium  | 12.000    |
| Partizan          | Belgrado     | Estadio Partizan         | 29.775    |
| Radnički 1923     | Kragujevac   | Estadio Čika Dača        | 15.100    |
| Radnički Niš      | Niš          | Stadion Čair             | 18.151    |
| Radnik Surdulica  | Surdulica    | Surdulica City Stadium   | 3.312     |
| Spartak Subotica  | Subotica     | Estadio Subotica City    | 13.000    |
| TSC               | Bačka Topola | TSC Arena                | 5.000     |
| Vojvodina         | Novi Sad     | Estadio Karađorđe        | 14.458    |
| Voždovac          | Belgrado     | Stadion Voždovac         | 5.175     |

## Tabla de posiciones

### Temporada regular
| Pos. | Equipo            | Pts. | PJ | G  | E  | P  | GF | GC | Dif. | Clasificación    |
| ---- | ----------------- | ---- | -- | -- | -- | -- | -- | -- | ---- | ---------------- |
| 1    | Estrella Roja     | 82   | 30 | 26 | 4  | 0  | 81 | 14 | +67  | Grupo Campeonato |
| 2    | TSC Bačka Topola  | 62   | 30 | 18 | 8  | 4  | 52 | 22 | +30  | Grupo Campeonato |
| 3    | Čukarički         | 62   | 30 | 19 | 5  | 6  | 56 | 31 | +25  | Grupo Campeonato |
| 4    | Partizán          | 57   | 30 | 17 | 6  | 7  | 57 | 28 | +29  | Grupo Campeonato |
| 5    | Vojvodina         | 54   | 30 | 14 | 12 | 4  | 47 | 27 | +20  | Grupo Campeonato |
| 6    | Novi Pazar        | 50   | 30 | 15 | 5  | 10 | 37 | 31 | +6   | Grupo Campeonato |
| 7    | Voždovac          | 39   | 30 | 11 | 6  | 13 | 24 | 42 | −18  | Grupo Campeonato |
| 8    | Radnički 1923     | 37   | 30 | 10 | 7  | 13 | 29 | 30 | −1   | Grupo Campeonato |
| 9    | Kolubara          | 37   | 30 | 10 | 7  | 13 | 23 | 45 | −22  | Grupo Descenso   |
| 10   | Napredak Kruševac | 31   | 30 | 8  | 7  | 15 | 22 | 31 | −9   | Grupo Descenso   |
| 11   | Radnički Niš      | 29   | 30 | 7  | 8  | 15 | 30 | 51 | −21  | Grupo Descenso   |
| 12   | Javor Matis       | 29   | 30 | 7  | 8  | 15 | 28 | 49 | −21  | Grupo Descenso   |
| 13   | Spartak Subotica  | 25   | 30 | 5  | 10 | 15 | 26 | 43 | −17  | Grupo Descenso   |
| 14   | Mladost Lučani    | 23   | 30 | 4  | 11 | 15 | 32 | 52 | −20  | Grupo Descenso   |
| 15   | Radnik Surdulica  | 23   | 30 | 5  | 8  | 17 | 21 | 44 | −23  | Grupo Descenso   |
| 16   | Mladost GAT       | 20   | 30 | 4  | 8  | 18 | 20 | 45 | −25  | Grupo Descenso   |

Actualizado a los partidos jugados el 23 de abril de 2023.
 Fuente: SuperLiga (en serbio)
Criterios de clasificación: 1) Puntos; 2) Puntos en partidos directos; 3) Gol diferencia en partidos directos; 4) Goles anotados en partidos directos; 5) Goles de visitante en partidos directos (si dos equipos están empatados); 6) Gol diferencia; 7) Goles anotados; 8) Ranking Fair Play; 9) Sorteo.

## Grupo campeonato
| Pos. | Equipo            | Pts. | PJ | G  | E  | P  | GF | GC | Dif. |                                             |
| ---- | ----------------- | ---- | -- | -- | -- | -- | -- | -- | ---- | ------------------------------------------- |
| 1    | Estrella Roja (C) | 97   | 37 | 30 | 7  | 0  | 96 | 19 | +77  | Fase de grupos de la Liga de Campeones      |
| 2    | TSC Bačka Topola  | 75   | 37 | 22 | 9  | 6  | 65 | 32 | +33  | Tercera ronda de la Liga de Campeones       |
| 3    | Čukarički         | 75   | 37 | 23 | 6  | 8  | 65 | 38 | +27  | Play-offs de la Liga Europa                 |
| 4    | Partizán          | 71   | 37 | 21 | 8  | 8  | 68 | 34 | +34  | Tercera ronda de la Liga Europa Conferencia |
| 5    | Vojvodina         | 63   | 37 | 16 | 15 | 6  | 59 | 35 | +24  | Segunda ronda de la Liga Europa Conferencia |
| 6    | Novi Pazar        | 51   | 37 | 15 | 6  | 16 | 40 | 49 | −9   |                                             |
| 7    | Voždovac          | 46   | 37 | 13 | 7  | 17 | 29 | 52 | −23  |                                             |
| 8    | Radnički 1923     | 42   | 37 | 11 | 9  | 17 | 37 | 43 | −6   |                                             |

Actualizado a los partidos jugados el 28 de mayo de 2023.
 Fuente: SuperLiga (en serbio)
Criterios de clasificación: 1) Puntos; 2) Puntos en partidos directos; 3) Gol diferencia en partidos directos; 4) Goles anotados en partidos directos; 5) Goles de visitante en partidos directos (si dos equipos están empatados); 6) Gol diferencia; 7) Goles anotados; 8) Ranking Fair Play; 9) Sorteo.
Notas:
1. ↑  El campeón de la Copa de Serbia 2022-23, Estrella Roja, se clasificó a la Liga de Campeones por lo tanto el cupo a la Liga Europa que da la copa pasa al mejor clasificado en liga, en este caso al tercer lugar.

## Grupo descenso
| Pos. | Equipo               | Pts. | PJ | G  | E  | P  | GF | GC | Dif. |                                          |
| ---- | -------------------- | ---- | -- | -- | -- | -- | -- | -- | ---- | ---------------------------------------- |
| 1    | Napredak Kruševac    | 39   | 37 | 10 | 9  | 18 | 27 | 37 | −10  |                                          |
| 2    | Spartak Subotica     | 39   | 37 | 9  | 12 | 16 | 38 | 49 | −11  |                                          |
| 3    | Mladost Lučani       | 38   | 37 | 9  | 11 | 17 | 40 | 57 | −17  |                                          |
| 4    | Javor Matis          | 37   | 37 | 9  | 10 | 18 | 35 | 56 | −21  |                                          |
| 5    | Radnik Surdulica (O) | 35   | 37 | 8  | 11 | 18 | 28 | 50 | −22  | Promoción de descenso                    |
| 6    | Radnički Niš (O)     | 35   | 37 | 9  | 8  | 20 | 37 | 61 | −24  | Promoción de descenso                    |
| 7    | Kolubara (D)         | 32   | 37 | 11 | 8  | 18 | 28 | 57 | −29  | Descenso a la Segunda División de Serbia |
| 8    | Mladost GAT (D)      | 30   | 37 | 6  | 12 | 19 | 25 | 49 | −24  | Descenso a la Segunda División de Serbia |

Actualizado a los partidos jugados el 27 de mayo de 2023.
 Fuente: SuperLiga (en serbio)
Criterios de clasificación: 1) Puntos; 2) Puntos en partidos directos; 3) Gol diferencia en partidos directos; 4) Goles anotados en partidos directos; 5) Goles de visitante en partidos directos (si dos equipos están empatados); 6) Gol diferencia; 7) Goles anotados; 8) Ranking Fair Play; 9) Sorteo.
Notas:
1. ↑  Kolubara se le restó 9 puntos por amaño de partidos.